# Kulten av förnuftet

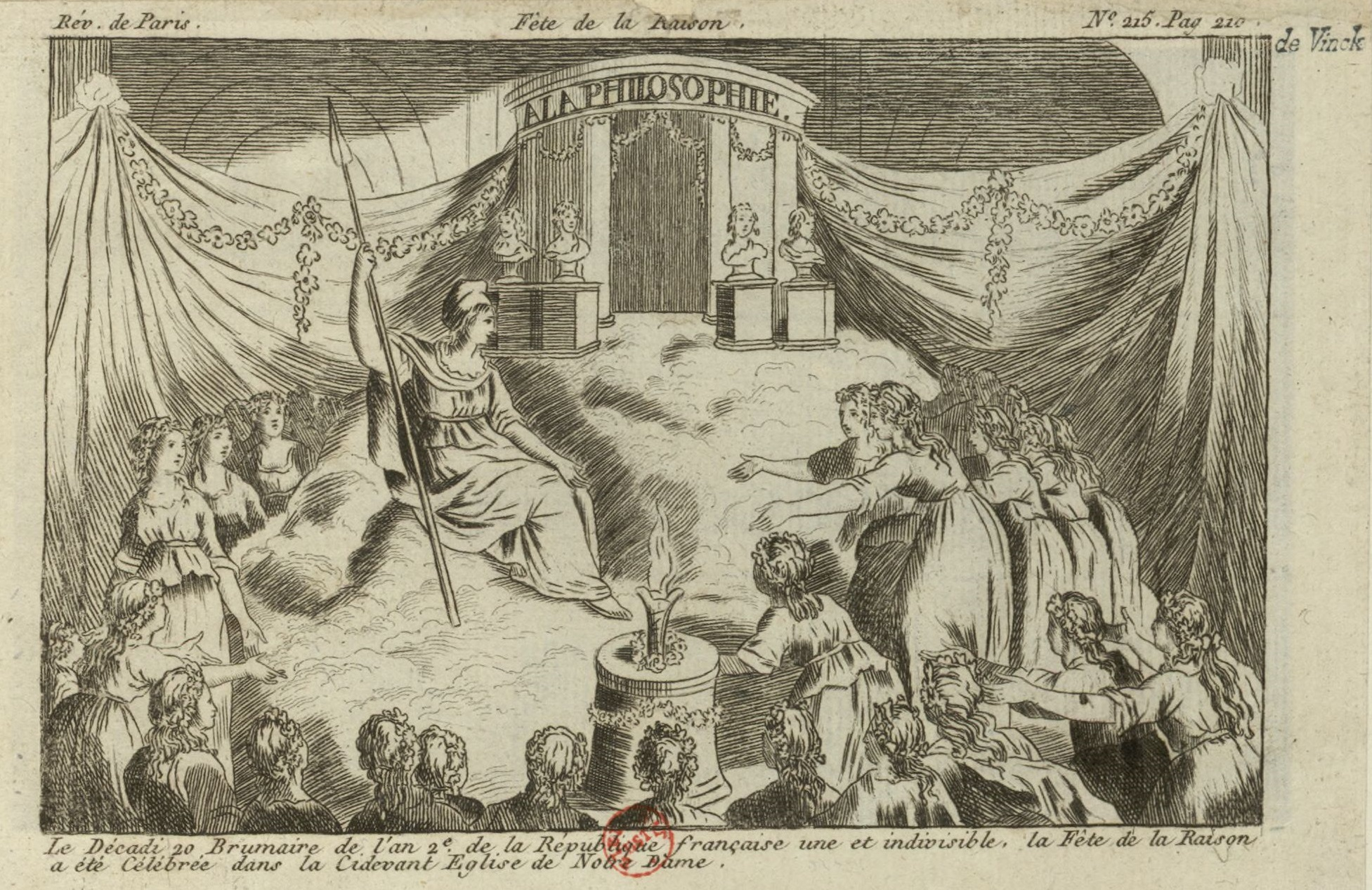
Fête de la Raison 1793.

Kulten av förnuftet (franska: Culte de la Raison) var en statlig ateistisk kult som infördes för att ersätta katolicismen i Frankrike under franska revolutionen. Reformen var en del av den pågående Avkristningen under franska revolutionen. Den 10 november 1793 firades "Förnuftets festival" i Paris. Robespierre ersatte år 1794 Kulten av förnuftet med Kulten av Det Högsta Väsendet. Både dessa kulter förbjöds av Napoleon I år 1802. 